# Lundegård Len (Skåne)
 For alternative betydninger, se Lundegård. (Se også artikler, som begynder med Lundegård)
Lundegård Len i Skåne var et af de len, der efter reformationen i 1536 blev dannet af områder, der havde ligget under ærkebiskoppen af Lund. 

## Lensmænd
| - 1536-1540 Jørgen Urne - 1540-1556 Sti Pors (død 1556) - 1556-1557 Vincent Lunge (død 1557) - 1557-1559 Lave Johansen Urne | - 1559-1566 forenet med Landskrone - 1566-1567 Hack Holgersen Ulfstand - 1567-1576 forenet med Landskrone - 1576-1595 forenet med Malmøhus | - 1595-1602 Kristen Bernekov - 1602 Sivert Grubbe - siden forenet med Malmøhus |